# فورميكولا
فورميكولا، (بالإنجليزية: Formicola)‏، هي بلدية في مقاطعة كازيرتا، في إقليم كامبانيا الإيطالي، وتقع على بعد حوالي 45 كم (28 ميل) شمال نابولي، وحوالي 20 كم (12 ميل) شمال غرب كازيرتا.

## السكان
في سنة 1861 بلغ عدد السكان 2٬273 نسمة، وتطور العدد ليصل في سنة 2011 لـ 1٬504 نسمة.
يظهر هذا المخطط البياني تطور النمو السكاني لـ فورميكولا